# 2023年モナコグランプリ
2023年モナコグランプリ（英:  2023 Monaco Grand Prix）は、2023年のF1世界選手権の第7戦として、2023年5月28日にモンテカルロ市街地コースにて開催。
正式名称は「Fomula 1 Grand Prix De Monaco 2023」。

## 背景
タイヤ
ピレリが持ち込んだドライ用タイヤのコンパウンドはハード（白）：C3、ミディアム（黄）：C4、ソフト（赤）：C5の最もソフト寄りの組み合わせ。提供されるセット数はハード2、ミディアム3、ソフト8。
| ドライ用   | ドライ用       | ドライ用   | ウェット用           | ウェット用   |
| C3         | C4             | C5         | インターミディエイト | フルウェット |
| ---------- | -------------- | ---------- | -------------------- | ------------ |
| （ハード） | （ミディアム） | （ソフト） | （小雨用）           | （大雨用）   |
DRS：1箇所※（　）内は検知ポイント
- DRS1：ターン19より18m先から（ターン16より80m先）

## フリー走行
FP1
2023年5月26日 13:30 CEST(UTC+2)
トップはカルロス・サインツ、2番手はフェルナンド・アロンソ、3番手にルイス・ハミルトンが続いた。前戦は中止となったため、マシンのアップデートを複数のチームが持ち込んだ。各車はミディアムやハードで周回を重ねた。残り25分でニコ・ヒュルケンベルグがヌーベルシケインに左リヤをヒットさせ、これにより走行ラインにデブリが散ったため赤旗中断となった。6分後に再開したが、残り4分でアレクサンダー・アルボンがターン1でクラッシュ、これによりセッションは終了した。
FP2
2023年5月26日 17:00 CEST(UTC+2)
トップはマックス・フェルスタッペン、2番手にシャルル・ルクレール、3番手にサインツが続いた。FP1に続き、各車はハードやミディアムタイヤで周回を重ね、セッション後半にはほぼ全車がソフトタイヤで走行した。残り17分でサインツがターン15で右フロントをウォールにヒットさせ、その先でクラッシュ。それにより赤旗中断し5分後に再開。FP1の終盤でクラッシュしたアルボンのマシンは修復作業を終え走行を再開した。
FP3
2023年5月27日 12:30 CEST(UTC+2)
トップはマックス・フェルスタッペン、2番手にセルジオ・ペレス、3番手にランス・ストロールが続いた。セッション開始7分でエステバン・オコンがトンネルのなかでストップしたが、再スタートしピットへ戻っため、セッションが中断することはなかった。残り10分でケビン・マグヌッセンがターン1で曲がりきれずにエスケープゾーンへ入った。その後、走行を再開したがマシンを停めたため、マシンの回収の為に一時、VSCが導入されたが間もなく解除された。その直後にルイス・ハミルトンがターン5でクラッシュ。セッションは6分を残して赤旗中断となり、そのままセッションは終了した。

## 予選
2023年5月27日 16:00 CEST(UTC+2)（文章の出典）
ポールはマックス・フェルスタッペンでシーズン3度目、モナコでは自身初の獲得。2番手にフェルナンド・アロンソ、3番手にシャルル・ルクレールが続いたが、ルクレールはのちに他車を妨害したとして3グリッド降格となった。
Q1では各車が2度目のタイム計測に入るなか、セルジオ・ペレスがターン1でクラッシュし、残り11分あまりで赤旗中断となる。バリアの交換により再開は10分後となった。Q1ではペレスとハース勢、ウィリアムズ、アルファロメオの各1台ずつが敗退した。Q2でもマシンが走るほどに路面が好転し、次々にタイム更新される展開が続いた。残り3分で暫定9番手のランド・ノリスはターン11,12でガードレールに接触し予選を終えた。Q2では5チームから1台ずつが敗退した。Q3でもこれまでと同様に路面が改善されるなか、残り3分からオコン、ルクレールが次々に最速タイムを更新し、残り2分でアロンソが暫定トップに立った。フェルスタッペンの最後のアタックは、セクター1,2では遅れたがセクター3でウォールに接触しながらも大幅にタイムを更新して1分11秒365を記録、アロンソを0.084秒上回った。

### 予選結果
| 順位                | No. | ドライバー                 | コンストラクター                        | Q1       | Q2       | Q3       | Grid |
| ------------------- | --- | -------------------------- | --------------------------------------- | -------- | -------- | -------- | ---- |
| 1                   | 1   | マックス・フェルスタッペン | レッドブル-ホンダ・RBPT                 | 1:12.386 | 1:11.908 | 1:11.365 | 1    |
| 2                   | 14  | フェルナンド・アロンソ     | アストンマーティン・アラムコ-メルセデス | 1:12.886 | 1:12.107 | 1:11.449 | 2    |
| 3                   | 16  | シャルル・ルクレール       | フェラーリ                              | 1:12.912 | 1:12.103 | 1:11.471 | 6    |
| 4                   | 31  | エステバン・オコン         | アルピーヌ-ルノー                       | 1:12.967 | 1:12.248 | 1:11.553 | 3    |
| 5                   | 55  | カルロス・サインツ         | フェラーリ                              | 1:12.717 | 1:12.210 | 1:11.630 | 4    |
| 6                   | 44  | ルイス・ハミルトン         | メルセデス                              | 1:12.872 | 1:12.156 | 1:11.725 | 5    |
| 7                   | 10  | ピエール・ガスリー         | アルピーヌ-ルノー                       | 1:13.033 | 1:12.169 | 1:11.933 | 7    |
| 8                   | 63  | ジョージ・ラッセル         | メルセデス                              | 1:12.769 | 1:12.151 | 1:11.964 | 8    |
| 9                   | 22  | 角田裕毅                   | アルファタウリ-ホンダ・RBPT             | 1:12.642 | 1:12.249 | 1:12.082 | 9    |
| 10                  | 4   | ランド・ノリス             | マクラーレン-メルセデス                 | 1:12.877 | 1:12.377 | 1:12.254 | 10   |
| 11                  | 81  | オスカー・ピアストリ       | マクラーレン-メルセデス                 | 1:13.006 | 1:12.395 |          | 11   |
| 12                  | 21  | ニック・デ・フリース       | アルファタウリ-ホンダ・RBPT             | 1:13.054 | 1:12.428 |          | 12   |
| 13                  | 23  | アレクサンダー・アルボン   | ウィリアムズ-メルセデス                 | 1:12.706 | 1:12.527 |          | 13   |
| 14                  | 18  | ランス・ストロール         | アストンマーティン・アラムコ-メルセデス | 1:12.722 | 1:12.623 |          | 14   |
| 15                  | 77  | バルテリ・ボッタス         | アルファロメオ-フェラーリ               | 1:13.038 | 1:12.625 |          | 15   |
| 16                  | 2   | ローガン・サージェント     | ウィリアムズ-メルセデス                 | 1:13.113 |          |          | 16   |
| 17                  | 20  | ケビン・マグヌッセン       | ハース-フェラーリ                       | 1:13.270 |          |          | 17   |
| 18                  | 27  | ニコ・ヒュルケンベルグ     | ハース-フェラーリ                       | 1:13.279 |          |          | 18   |
| 19                  | 24  | 周冠宇                     | アルファロメオ-フェラーリ               | 1:13.523 |          |          | 19   |
| 20                  | 11  | セルジオ・ペレス           | レッドブル-ホンダ・RBPT                 | 1:13.850 |          |          | 20   |
| 107% time: 1:17.453 |     |                            |                                         |          |          |          |      |
| ソース:             |     |                            |                                         |          |          |          |      |

- ^1 - ルクレールは予選中に他車を妨害したため3グリッド降格のペナルティ[9]。

## 決勝
2023年5月28日 15:00 CEST(UTC+2)（文章の出典）
優勝はマックス・フェルスタッペンでシーズン4勝目、通算39勝目。2位にフェルナンド・アロンソ、3位にエステバン・オコン。
スタートタイヤはフェルスタッペンやオコンなどがミディアム、アロンソやカルロス・サインツなどがハード、周冠宇のみがソフトを選択。スタート直後に混乱はなかったがターン6で複数のマシンが接触し、セルジオ・ペレスほか3台のマシンがピットへ入りハードタイヤへ交換した。時折、マシン同士が接触する場面が見られたものの、レースはSCなどは発生することなく順調に進行。レースが折り返した頃からサーキット上空に曇り空が広がり始め、路面温度も低下。雨の予想からフェルスタッペンやアロンソなどはピットを先延ばしにした。51周目にジョージ・ラッセルが無線で雨が降ってきたことを伝え、ターン3から8にかけて雨が降り始めた。各車はピットへ向かいインターミディエイトへ履き替えた。56周目にランス・ストロールがウォールへヒットしリタイアした。9番手を走行していた角田裕毅の後方にランド・ノリスが接近したため、チーム側はペースアップを求めたが、角田はブレーキの不調を訴えた。その後の68,69周目にマクラーレン勢にかわされポイント圏外へ後退、さらにターン5でオーバーランしたことにより15番手まで後退した。フェルスタッペンは70周目のターン17でウォールへ接触したがダメージはなく、78周目には2番手のアロンソに対し27秒の差をつけてチェッカーを受けた。

### レース結果
| 順位    | No. | ドライバー                 | コンストラクター                        | 周回数 | タイム/リタイア原因 | Grid | Pts. |
| ------- | --- | -------------------------- | --------------------------------------- | ------ | ------------------- | ---- | ---- |
| 1       | 1   | マックス・フェルスタッペン | レッドブル-ホンダ・RBPT                 | 78     | 1:48:51.980         | 1    | 25   |
| 2       | 14  | フェルナンド・アロンソ     | アストンマーティン・アラムコ-メルセデス | 78     | +27.921             | 2    | 18   |
| 3       | 31  | エステバン・オコン         | アルピーヌ-ルノー                       | 78     | +36.990             | 3    | 15   |
| 4       | 44  | ルイス・ハミルトン         | メルセデス                              | 78     | +39.062             | 5    | 13FL |
| 5       | 63  | ジョージ・ラッセル         | メルセデス                              | 78     | +56.284             | 8    | 10   |
| 6       | 16  | シャルル・ルクレール       | フェラーリ                              | 78     | +61.890             | 6    | 8    |
| 7       | 10  | ピエール・ガスリー         | アルピーヌ-ルノー                       | 78     | +62.362             | 7    | 6    |
| 8       | 55  | カルロス・サインツ         | フェラーリ                              | 78     | +62.391             | 4    | 4    |
| 9       | 4   | ランド・ノリス             | マクラーレン-メルセデス                 | 77     | +1 Lap              | 10   | 2    |
| 10      | 81  | オスカー・ピアストリ       | マクラーレン-メルセデス                 | 77     | +1 Lap              | 11   | 1    |
| 11      | 77  | バルテリ・ボッタス         | アルファロメオ-フェラーリ               | 77     | +1 Lap              | 15   |      |
| 12      | 21  | ニック・デ・フリース       | アルファタウリ-ホンダ・RBPT             | 77     | +1 Lap              | 12   |      |
| 13      | 24  | 周冠宇                     | アルファロメオ-フェラーリ               | 77     | +1 Lap              | 19   |      |
| 14      | 23  | アレクサンダー・アルボン   | ウィリアムズ-メルセデス                 | 77     | +1 Lap              | 13   |      |
| 15      | 22  | 角田裕毅                   | アルファタウリ-ホンダ・RBPT             | 76     | +2 Laps             | 9    |      |
| 16      | 11  | セルジオ・ペレス           | レッドブル-ホンダ・RBPT                 | 77     | +2 Laps             | 20   |      |
| 17      | 27  | ニコ・ヒュルケンベルグ     | ハース-フェラーリ                       | 76     | +2 Laps             | 18   |      |
| 18      | 2   | ローガン・サージェント     | ウィリアムズ-メルセデス                 | 76     | +2 Laps             | 16   |      |
| 19      | 20  | ケビン・マグヌッセン       | ハース-フェラーリ                       | 70     | DNF                 | 17   |      |
| Ret     | 18  | ランス・ストロール         | アストンマーティン・アラムコ-メルセデス | 53     | DNF                 | 14   |      |
| ソース: |     |                            |                                         |        |                     |      |      |

- ^FL - ファステストラップの1点を含む

## 第7戦終了時点のランキング

### ワールド・チャンピオンシップ
|         | 順位 | ドライバー                 | ポイント | 1位との差 |
| ------- | ---- | -------------------------- | -------- | --------- |
|         | 1    | マックス・フェルスタッペン | 144      |           |
|         | 2    | セルジオ・ペレス           | 105      | -39       |
|         | 3    | フェルナンド・アロンソ     | 93       | -51       |
|         | 4    | ルイス・ハミルトン         | 69       | -75       |
| 1       | 5    | ジョージ・ラッセル         | 50       | -94       |
| ソース: |      |                            |          |           |

|         | 順位 | コンストラクター                        | ポイント | 1位との差 |
| ------- | ---- | --------------------------------------- | -------- | --------- |
|         | 1    | レッドブル-ホンダ・RBPT                 | 249      |           |
|         | 2    | アストンマーティン・アラムコ-メルセデス | 120      | -129      |
|         | 3    | メルセデス                              | 119      | -130      |
|         | 4    | フェラーリ                              | 90       | -159      |
| 1       | 5    | アルピーヌ-ルノー                       | 35       | -214      |
| ソース: |      |                                         |          |           |

- 注：いずれもトップ5まで掲載。

### DHLファステストラップアワード
|         | 順位 | ドライバー                 | 獲得数 |
| ------- | ---- | -------------------------- | ------ |
|         | 1    | マックス・フェルスタッペン | 2      |
|         | 2    | セルジオ・ペレス           | 1      |
| 2       | 3    | ルイス・ハミルトン         | 1      |
| 1       | 4    | ジョージ・ラッセル         | 1      |
| 1       | 5    | 周冠宇                     | 1      |
| ソース: |      |                            |        |

- 注：いずれもトップ5まで掲載。
- 注：ファストテストラップアワードは同数の場合、カウントバック方式がとられている。